# 백자 청화매죽문 항아리
백자 청화매죽무늬 항아리(白磁 靑畵梅竹文 有蓋立壺)는 청색 안료로 매화, 대나무를 그려넣은, 조선 백자 항아리이다. 1984년 8월 6일 대한민국의 국보 제219호로 지정되었다.

## 개요
조선 전기에 제작된 높이 41cm, 아가리 지름 15.7cm, 밑 지름 18.2cm인 청화백자 항아리이다.
아가리는 안으로 약간 오므라들었으며, 몸통 윗 부분이 불룩하고 아랫 부분이 잘록하게 좁아졌다가 살짝 벌어진 형태이다. 아가리 맨 윗쪽에 두 줄의 가로선이 있고, 그 아래에 꽃무늬와 이중의 원무늬를 번갈아 그렸고 아랫쪽으로 다시 한 줄의 가로선을 둘렀다.
어깨 부위에는 장식적이면서 화려한 연꽃무늬가 있고, 굽 바로 위쪽에도 같은 문양을 배치하였다. 중심 문양으로는 매화와 대나무가 몸통 전체에 그려졌는데, 가지가 교차하는 매화와 그 사이사이의 대나무 표현이 세밀하며 뛰어나다. 특히 윤곽선을 먼저 그리고, 그 안에 색을 칠하는 구륵진채법이 돋보인다.
이 백자는 문양의 표현 기법과 색, 형태 면에서 아름다운 항아리이며, 구도와 소재면에서 중국 명나라 청화백자의 영향을 받았음을 알 수 있다. 15세기 중엽 초기에 경기도 광주에서 제작된 것으로 추정된다.